# زرقف
الزُّرْقُف (الاسم العلمي Perisoreus)، جنس طير من فصيلة الغرابيات ورتبة الجواثم سنيات المناقير. له ثلاث أنواع واحد آسيوي والثاني أوراسيوي والثالث شمال أمريكي. يألف الأقاليم الباردة والغابات وأحراج الصنوبر أخصها صنوبر سمبرو. جسمه معتدل القد يطول نحو 30 سم. ثوبه إلى الشقحة الصنابية باستثناء الرأس فإنه أسود. منقاده مخروطي الشكل، شديد الصلابة. جناحه معتدل الطولز ذنبه رتاجي الرفال مستدير الطرف. حدقة عينه ذهبية اللون.رسغاه إلى السمرة الحنطية. قوته الحشرات والبذور ويخزن بذور صنوبر سمبرو في تجاويف الأشجار النخرة كذخيرة لفصل الشتاء. يدثن عشه في الأشجار القريبة من سطح التربة. النثى تضع من 5 إلى 7 بيضات تحضنها وحدها نحو 17 يومًا بينما الذكر يؤمن لها الغذاء.

## الأنواع
- زرقف سِشَوان
- زرقف سِبْرِية
- زرقف كندي